# ادیاکاران
| ابردوران   | دوران  | دوره      | دیرینگی (میلیون سال) |
| ---------- | ------ | --------- | -------------------- |
| پیشین‌زیستی | نو     | ادیاکاران | ۶۳۵ - ۵۴۱            |
| پیشین‌زیستی | نو     | کریوژنین  | ۸۵۰ - ۶۳۵            |
| پیشین‌زیستی | نو     | تونین     | ۱۰۰۰ - ۸۵۰           |
| پیشین‌زیستی | میانه  | استنین    | ۱۲۰۰ - ۱۰۰۰          |
| پیشین‌زیستی | میانه  | اکتاسین   | ۱۴۰۰ - ۱۲۰۰          |
| پیشین‌زیستی | میانه  | کالیمین   | ۱۶۰۰ - ۱۴۰۰          |
| پیشین‌زیستی | دیرینه | استاترین  | ۱۸۰۰ - ۱۶۰۰          |
| پیشین‌زیستی | دیرینه | اوروسیرین | ۲۰۵۰ - ۱۸۰۰          |
| پیشین‌زیستی | دیرینه | ریاسین    | ۲۳۰۰ - ۲۰۵۰          |
| پیشین‌زیستی | دیرینه | سیدرین    | ۲۵۰۰ - ۲۳۰۰          |

ادیاکاران (به انگلیسی: Ediacaran) نام یکی از دوره‌های زمین‌شناسی است.
این دوره از ۶۳۰ تا ۵۴۲ میلیون سال پیش ادامه داشت و جزئی است از دوران پیشین‌زیستی نو (نئوپروتروزوئیک). جانوران دورهٔ ادیاکاران در دریاها رشد پیدا کردند. در آغاز این دوره هیچ تغییر فسیلی به ثبت نرسیده. تغییراتی که در اجزای سنگواره‌های دوره ادیاکاران رخ داده بیشتر محدود به بخش‌های پایانی دوره است، حدود ۵۸۰ میلیون سال پیش. زیاگان (biota) ادیاکاران از نظر اکثر دیرینه‌شناسان به عنوان قدیمی‌ترین آثار حیات پذیرفته شده است.

## پیشینه تعیین دوره
زمین‌شناسان برای اولین بار پس از ۱۲۰ سال یک دوره جدید به تقویم تاریخ زمین افزوده‌اند. «دوره ادیاکاران» آخرین دوره از دوران نئوپروتروزوئیک، در قبل از کامبرین است، یعنی زمانی که اشکال زندگی چندسلولی روی زمین به وجود آمدند. طول مدت آن از ۵۴۲ تا ۶۳۵ میلیون سال پیش است (زمانی معادل ۵۰ میلیون سال).
این نام به طرق مختلف توسط پژوهشگران به کار رفته ولی بالاخره در مارس ۲۰۰۴ توسط اتحادیه بین‌المللی علوم زمین (IUGS)، به عنوان یک دوره زمین‌شناسی رسمی تصویب شد و در ۱۳ می ۲۰۰۴ به عنوان دوره‌ای جدید معرفی شد.
نام ادیاکاران از تپه‌های ادیاکارا در کوهستان فلیندرز در جنوب استرالیا گرفته شده‌است. ادیاکارا از زبان مردم بومی گرفته شده و به معنی مکان نزدیک آب است. جایی که فسیل‌های عجیب پرکامبرین به وسیله زمین‌شناس رگ اسپریگ در ۱۹۴۶ پیدا شد و توسط مارتین گلاسنر در ۱۹۵۰ مطالعه شد.
مارتین گلاسنر در ابتدا تصور می‌کرد آنها اشکال و نمونه‌های بدوی موجوداتی از قبیل مرجان‌ها، جلبک‌ها و کرم‌ها هستند که خوب حفظ شده و باقی مانده‌اند. در دهه‌های بعد سنگواره‌های بیشتری از پرکامبرین در جنوب استرالیا پیدا شدند.
مرز پایینی آن به وسیله ظهور لایه کربناته با ترکیب شیمیایی متمایز، مشخص می‌شود که نشان‌دهنده یک تغییر آب و هوایی (پایان یک عصر یخبندان سراسری) است. کاهش غیرعادی 13C نیز نشانه پایان یک عصر یخبندان سراسری است. سن این مرز بر اساس U-Pb (اورانیوم-سرب)، ۶۳۵ میلیون سال پیش تعیین شده است.

## زیست جانوری

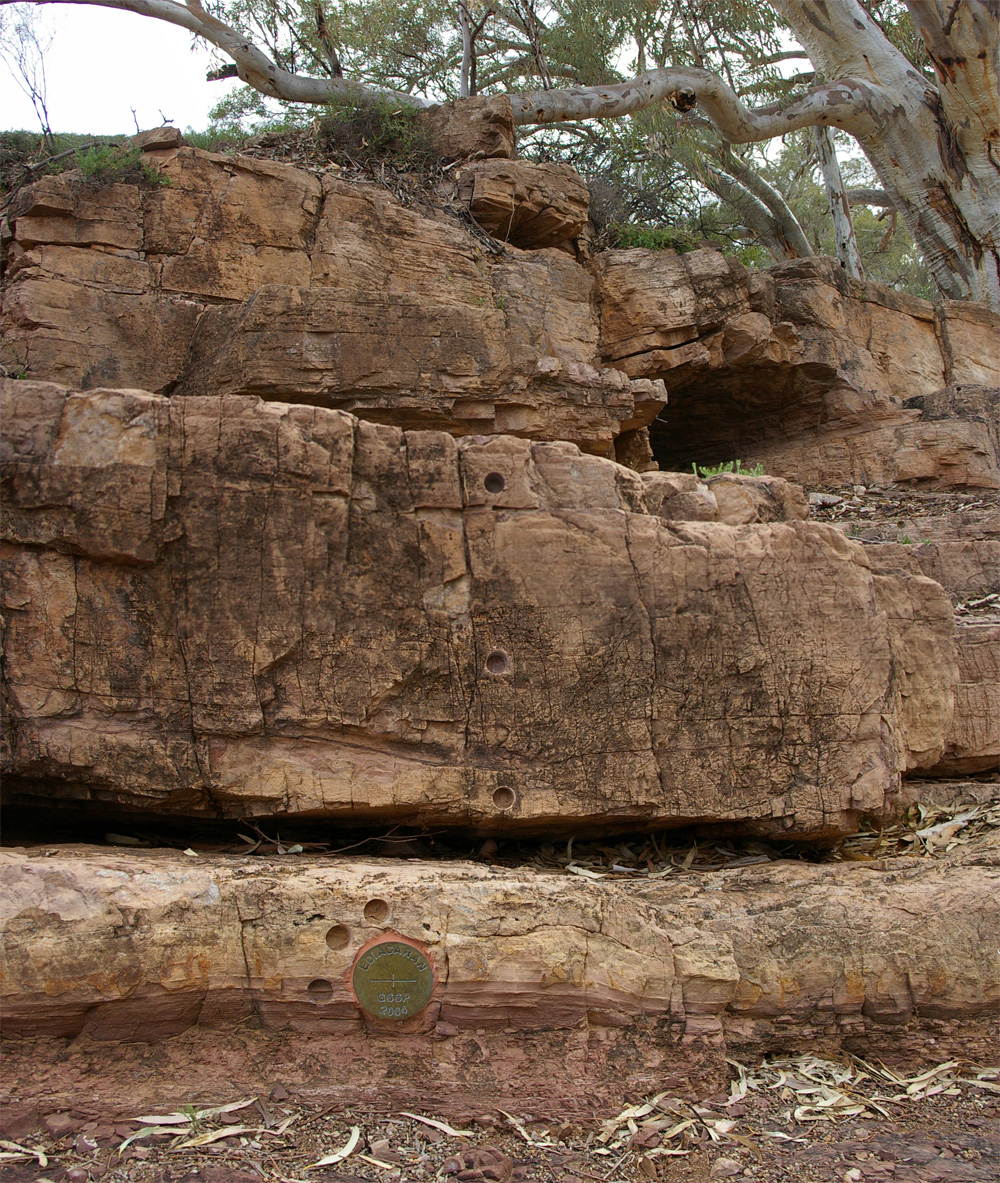
«میخ طلایی» (سکه برنزی در تصویر) به نشانه پایه سامانه ادیاکاران.

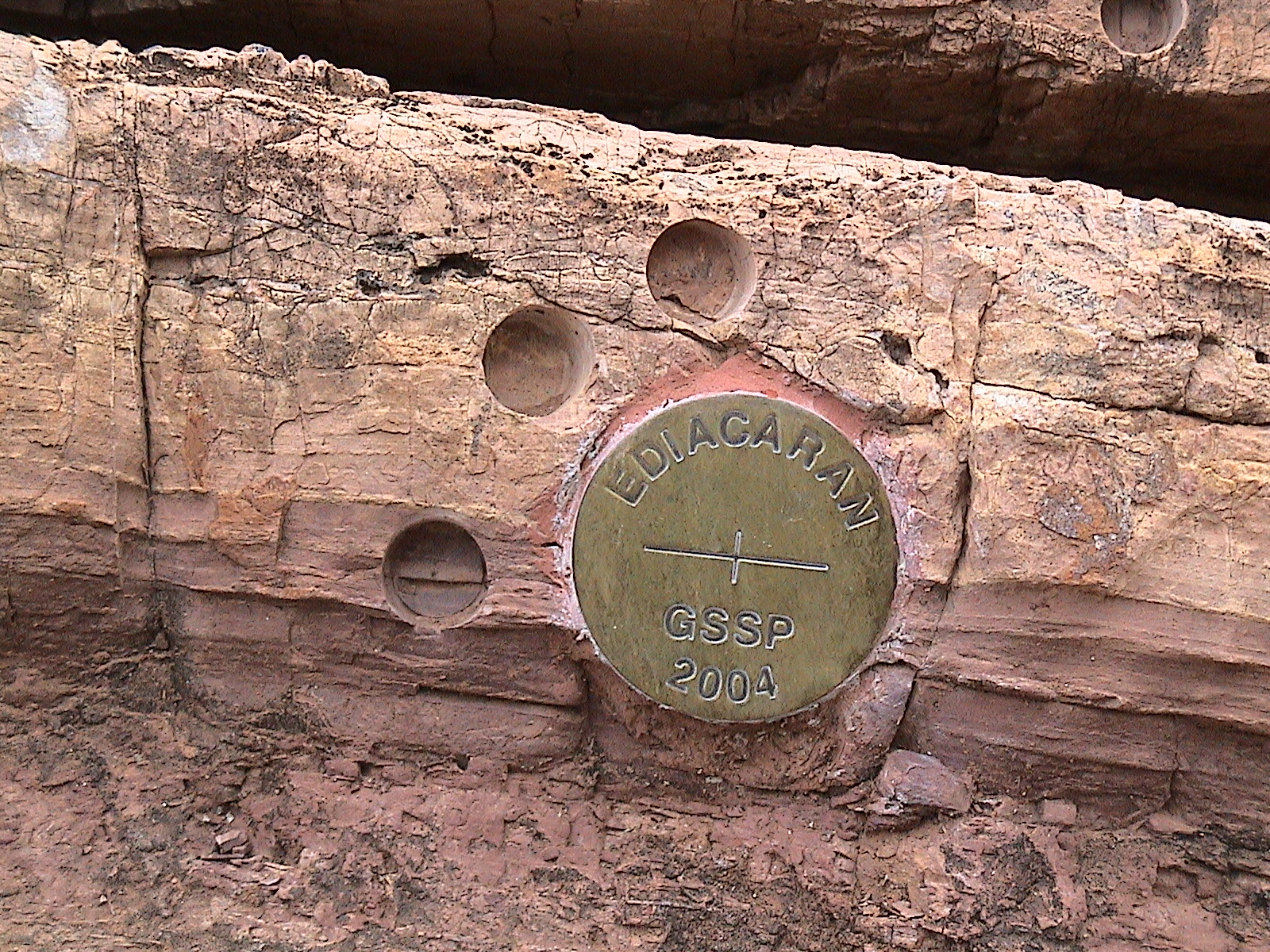
«میخ طلایی» ادیاکاران.

در تمام قاره‌ها و نقاط مختلف جهان گروه‌های فسیلی بیشتری پیدا شدند و مجموعاً به عنوان زیاگان ادیاکاران نامیده شدند. ته نشست‌های مهمی نیز در دریای سفید در روسیه، در جنوب غربی آفریقا، در شمال‌غربی کانادا و شرق جزیره نیوفاوندلند پیدا شدند.
فسیل‌های ادیاکاران در نقاط دیگر دنیا نیز پیدا شده‌اند، مثل روسیه، اسکاندیناوی، انگلستان، ایرلند، جزیره نیوفاوندلند، ایالات متحده و مکزیک.
بعضی از این فسیل‌ها شباهت‌هایی را با بی‌مهره‌هایی مشابه مرجان‌ها، خارپوستان، کرم‌ها یا مفصل‌داران نشان می‌دهند. بقیه‌شان هیچ گونه شباهتی با بی‌مهره‌ها ندارند و وابستگی و شباهت‌شان با دیگر موجودات نامعلوم است. فسیل‌های ناشناخته ممکن است، بیانگر موجوداتی باشند که تکامل یافته‌اند.
تا پیش از این کشف‌ها، تصور می‌شد که این فسیل‌ها مربوط به پرکامبرین هستند یا فسیل‌های دروغین هستند؛ ولی حالا ما می‌دانیم که این موجودات از ۵۴۵ میلیون سال پیش وجود داشته‌اند؛ و اجزای نرم آنها در اثر دفن سریع در ماسه‌ها حفظ شده‌اند؛ و آنها را در ۶ شاخه رده‌بندی کرده‌اند.
بعد از هر کشف جدیدی نظریه‌های پیچیده‌تری دربارهٔ ماهیت این موجودات از سوی دانشمندان ارائه می‌شد. حتی در مورد اینکه آیا این فسیل‌ها مربوط به موجودات واقعی است یا خیر. برخی آنها را نیاکان موجودات جدیدتر می‌دانستند، و در مقابل عده‌ای آنها را گروه منحصر به فردی می‌دانستند که در ۵۴۵ میلیون سال پیش منقرض شده‌اند. آثار فسیلی مشابه حفاری کرم‌ها، (سن حدود ۵۶۰ میلیون سال)، نشان‌دهنده وجود موجودات برجا و ثابت است.
از طرف دیگر تعداد زیادی از بهترین موجودات شناخته شده ادیاکاران، به شکل حباب‌ها و گلوله‌ها، اشکال دایره‌ای، ساقه و شاخ و برگ درختان، و اشکال دیگری ظاهر شده‌اند که ظاهرشان هیچ ارتباطی با اشکال وابستگان قبلی ندارد.
مجموعه‌های جانوری ادیاکاران گاهی با زیست‌بوم وندین (Vendian biota) جابه‌جا شده‌اند ولی این اشتباه به ندرت در موارد اخیر به چشم می‌خورد. وندین، نام پیشنهادی زمین‌شناسان روس بوده که در سال ۱۹۵۲ مطرح شده و انتخاب نشده‌است. فسیل‌های شناخته شده دیگری نیز وجود دارد. فسیل‌های باکتری در چرت‌های با سن ۳۴۶۰ میلیون سال پیدا شده و احتمالاً بافت‌های باکتریایی از ۳۶۰۰ میلیون سال پیش وجود داشته‌اند.
گمان می‌رود گرافیت قدیمی در رسوبات دگرگون شده غرب گرینلند مربوط به ۳۸۰۰ میلیون سال پیش، منشأ ارگانیکی داشته باشند. اکثر فسیل‌های مطرح شده قدیمی مانند ائوزون بعدها از شکل طبیعی خارج شده و به عنوان فسیل‌های دروغین درآمده‌اند. فسیل‌های قطره‌ای شکلی که به ۶۰۰ میلیون سال قبل بازمی‌گردند ممکن است حاکی از این باشند که حیات پیچیده مدت‌ها پیش از آن که تصور می‌شده‌است روی کره زمین تکامل یافته‌است.
قدیمی‌ترین عامل‌های رایج برای زندگی چندسلولی اولیه آثاری هستند از ۲۰۰۰ میلیون سال پیش در غرب تگزاس، آثاری از ۱۰۰۰ میلیون سال پیش در هند و استرالیا، و آثاری از کرم‌ها مربوط به ۷۰۰ میلیون سال پیش در چین. بحث‌های قابل توجهی نیز وجود دارد که ممکن است اینها آثاری از کیسه‌های سلولی، دسته‌های موجودات تک‌سلولی متحرک، یا حتی آنومالی‌های زمین‌شناسی غیرآلی باشند.